# Athyrium khasimontanum
Athyrium khasimontanum är en majbräkenväxtart som beskrevs av Fraser-jenk. Athyrium khasimontanum ingår i släktet Athyrium och familjen Athyriaceae. Inga underarter finns listade.